# ТЕЦ Чита
ТЕЦ Чита (на японски: 知多火力発電所) е голяма електрическа централа в Чита, Япония, захранвана от природен газ. Централата, собственост на Чубу електрик пауър работи с капацитет 3966 MW.